# Xai-Xai
Xai-Xai este un oraș în Mozambic, localizat la vărsarea râului Limpopo în Oceanul Indian. Este reședința provinciei Gaza.

## Demografia
| An   | Populație |
| ---- | --------- |
| 1970 | 63.949    |
| 1997 | 103.251   |
| 2007 | 116.343   |